# 41e Pantserkorps (Wehrmacht)
Het 41e Pantserkorps  (Duits: Generalkommando XXXXI. Panzerkorps) was een Duits legerkorps van de Wehrmacht tijdens de Tweede Wereldoorlog. Het korps was in actie in de centrale sector van het Oostfront gedurende twee jaren en werd vervolgens vernietigd in Wit-Rusland. Na heroprichting volgde inzet in Oost-Pruisen, evacuatie naar het westen en inzet westelijk van Berlijn.

## Krijgsgeschiedenis

### Oprichting
Het 41e Pantserkorps werd opgericht op 10 juli 1942 in Rusland, noordoostelijk van Sytsjovka, door omdopen van het 41e Gemotoriseerde Korps.

### 1942
Eind juli 1942 werd het korps verplaatst van de Rzjev-saillant naar het gebied noordelijk van Brjansk, kreeg daar initieel de beschikking over de 17e en 19e Pantserdivisies en de 52e Infanteriedivisie en bleef daar tot begin november 1942. Het korps nam daarna de frontlijn rond Bely in de Rzjev-saillant op, net voordat de Sovjets hun Operatie Mars startten. Het korps beschikte over de 86e en 246e Infanteriedivisies en de 2e Luftwaffenfelddivisie. De 1e Pantserdivisie stond als reserve er vlak achter. Tussen 25 november en 15 december 1942 brak het 41e Sovjetleger door het front van het korps, maar deze sloeg terug (met flinke versterkingen), omsingelde en vernietigde grote delen van dat leger en herstelde de frontlijn.

### 1943

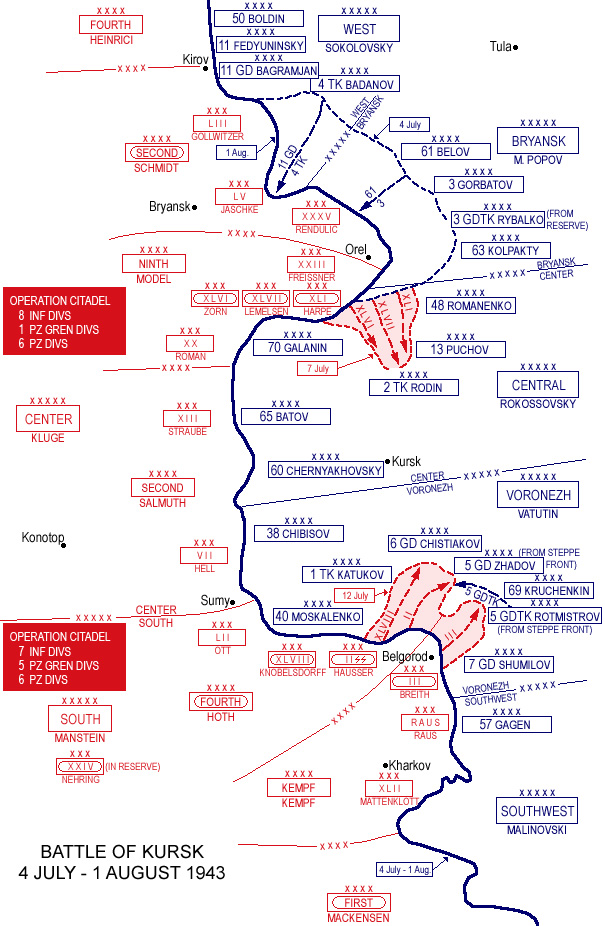
Slag om Koersk

In maart 1943 nam het korps deel aan de Operatie Büffel, de terugtrekking uit de Rzjev-saillant. Daarna werd het korps verplaatst naar de noordkant van de Koersk-saillant en daar werd de frontlijn ingenomen en bleef zo tot begin juli.

In juli 1943 werd het korps ingezet in de noordelijke arm van de Slag om Koersk. Het korps zou aanvallen richting het dorp Ol'khovatka. Hiervoor beschikte het korps over de 18e Pantserdivisie, de 86e en 292e Infanteriedivisies, Schweres Panzerjäger-Regiment 656 (met de schwere Panzerjäger-Abteilungen 653 en 654 en Sturmpanzer-Abteilung 216) en de Sturmgeschütz-Abteilungen 177 en 244. Op de eerste dag rukte het korps ongeveer 9 km op en bereikte het dorp Ponyri. De volgende dagen golfde de strijd hier heen-en-weer, maar de Duitsers kwamen niet echt verder. Op 10 juli was het noordelijk offensief eigenlijk tot stilstand gekomen. Twee dagen later lanceerden de Sovjets in de Orel-frontboog hun Operatie Kutuzov en de Duitsers begonnen al troepen te onttrekken om deze operatie het hoofd te bieden. Ook de korpsstaf werd ingezet, nu om als “Gruppe Harpe” het bevel te voeren over het 55e Legerkorps en het 56e Pantserkorps. Deze bevelsstructuur duurde echter maar kort. Tijdens de Slag om Smolensk moest het korps voortdurend terugtrekken, naar en over de Dnjepr en langs Roslavl tot het eindigde eind september oostelijk van Rogachev. In oktober werd het korps weer gewoon 41e Pantserkorps genoemd. In november werd het korps iets noordelijker (zuidoostelijk van Mogilev) ingezet en in december werd het korps verplaatst naar het gebied ten zuiden van Bobroejsk. 

### 1944
Het korps bleef in dit gebied in een redelijk stabiele frontlijn liggen gedurende een half jaar. Maar het noodlot zou toeslaan in juni 1944. Het korps beschikte bij het begin van Operatie Bagration over de 35e, 36e en 129e Infanteriedivisies in de frontlijn. Op 24 juni werd het korps frontaal aangevallen door het 65e Sovjetleger en vrijwel meteen doorbroken. In de volgende dagen moest het korps terugtrekken naar de stad Bobroejsk, waar het samen met het 35e Legerkorps in een pocket rond de stad omsingeld raakte. Gelukkig waren twee van de drie divisies buiten de omsingeling gebleven en deze konden naar het westen wegtrekken. Er werd nog wel een uitbraakpoging ondernomen, maar de staf van het korps haalde het niet. De commandant, Generalleutnant Hoffmeister, werd op 1 juli door de Sovjets krijgsgevangen gemaakt.

Het 41e Pantserkorps werd vernietigd bij Bobroejsk op 1 juli 1944.

### Tweede oprichting
Op 13 augustus 1944 werd het 41e Pantserkorps opnieuw opgericht in Wehrkreis XVIII.

### 1944 vervolg
Het korps werd al vrijwel meteen ter beschikking gesteld van het 4e Leger en kreeg de 170e en 299e Infanteriedivisies en de 558e Grenadierdivisie toegewezen. Het korps lag bij Augustów en werd aan het eind van het jaar iets naar het noorden verschoven, naar Goldap.

### 1945
Bij het begin van het Oost-Pruisenoffensief van de Sovjets op 13 januari 1945 lag het korps nog steeds bij Goldap, met de 50e, 170e en 367e Infanteriedivisies. Hoewel het korps zelf niet doorbroken werd, dwongen doorbraken op de beide flanken het korps al snel tot de terugtocht. Eind januari kon het front langs de Alle niet mee gehouden worden en het korps werd nu met de rest van het 4e Leger de Heiligenbeil Pocket ingedreven. Na weken van zware gevechten werd het korps eind maart geëvacueerd naar de Frische Nehrung. De korpsstaf werd tussen 6 en 9 april over zee geëvacueerd vanuit Pillau naar het westen.

Vanaf 15 april 1945 verzamelde de korpsstaf zich in Waldlager Hohenferchesar bij Brandenburg en werd onder bevel gebracht van het 12e Leger. Hier werd het korps ingezet om het 47e Sovjetleger op te houden die over de Havel doorbrak. Rond 1 mei verloor het korps de verbinding met het 3e Pantserleger en zijn troepen verdampten langzaam. Nu restte alleen nog een terugtocht naar het bruggenhoofd en overtocht over de brug bij Tangermünde.

Het 41e Pantserkorps capituleerde op 8 mei 1945 bij Tangermünde aan de 102e US-Infanteriedivisie.

## Bovenliggende bevelslagen
| Leger          | Legergroep            | Plaats/regio                       | Begin               | Eind                |
| -------------- | --------------------- | ---------------------------------- | ------------------- | ------------------- |
| 9. Armee       | Heeresgruppe Mitte    | Rzjev                              | 10 juli 1942        | eind juli 1942      |
| 2. Panzerarmee | Heeresgruppe Mitte    | Brjansk, Orel                      | eind juli 1942      | begin november 1942 |
| 9. Armee       | Heeresgruppe Mitte    | Rzjev                              | begin november 1942 | maart 1943          |
| 2. Panzerarmee | Heeresgruppe Mitte    | Orel                               | maart 1943          | begin juli 1943     |
| 9. Armee       | Heeresgruppe Mitte    | Orel                               | begin juli 1943     | medio juli 1943     |
| 2. Panzerarmee | Heeresgruppe Mitte    | Orel                               | medio juli 1943     | medio augustus 1943 |
| 9. Armee       | Heeresgruppe Mitte    | Orel, Roslavl, Rogachev, Bobroejsk | medio augustus 1943 | 1 juli 1944         |
|                |                       |                                    |                     |                     |
| 4. Armee       | Heeresgruppe Mitte    | Oost-Pruisen                       | medio augustus 1944 | eind augustus 1944  |
| 2. Armee       | Heeresgruppe Mitte    | Oost-Pruisen                       | eind augustus 1944  | september 1944      |
| 4. Armee       | Heeresgruppe Mitte    | Oost-Pruisen                       | oktober 1944        | oktober 1944        |
| 2. Armee       | Heeresgruppe Mitte    | Oost-Pruisen                       | november 1944       | december 1944       |
| 4. Armee       | Heeresgruppe Mitte    | Oost-Pruisen                       | januari 1945        | 25 januari 1945     |
| 3. Panzerarmee | Heeresgruppe Nord     | Oost-Pruisen                       | eind januari 1945   |                     |
| 4. Armee       | Heeresgruppe Nord     | Oost-Pruisen                       | maart 1945          | april 1945          |
| --             | OKW                   | Havel                              | 15 april 1945       | 21 april 1945       |
| 12. Armee      | Heeresgruppe Weichsel | Havel, Elbe                        | 21 april 1945       | 8 mei 1945          |

## Commandanten
| Rang                                                          | Naam                 | Begin           | Eind            |
| ------------------------------------------------------------- | -------------------- | --------------- | --------------- |
| General der Panzertruppe                                      | Josef Harpe          | 10 juli 1942    | 15 oktober 1943 |
| Generalleutnant General der Artillerie (vanaf 1 januari 1944) | Helmuth Weidling     | 15 oktober 1943 | 19 juni 1944    |
| Generalleutnant                                               | Edmund Hoffmeister   | 19 juni 1944    | 1 juli 1944     |
| General der Artillerie                                        | Helmuth Weidling     | 1 juli 1944     | 10 april 1945   |
| Generalleutnant                                               | Wend von Wietersheim | 10 april 1945   | 19 april 1945   |
| Generalleutnant                                               | Rudolf Holste        | 19 april 1945   | 8 mei 1945      |

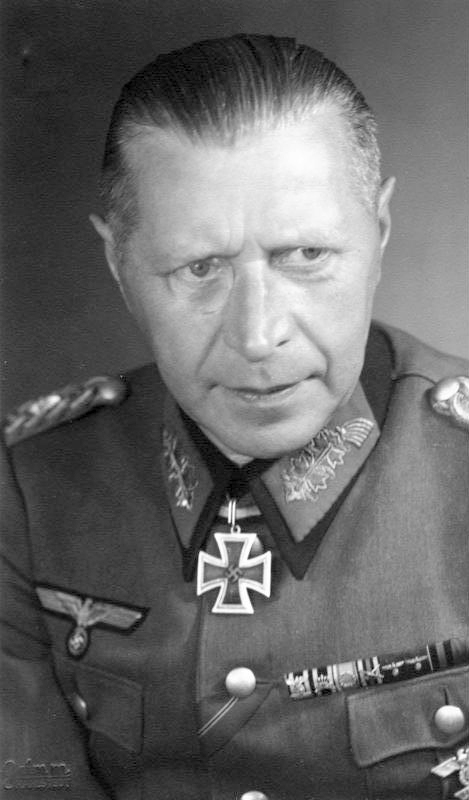
General Helmuth Weidling

Generaal Weidling werd tijdelijk vervangen door Generalleutnant Hoffmeister, die dat moest bekopen met een krijgsgevangenschap. Weidling bleef korpscommandant ook in de tijd dat het korps niet officieel bestond (1 juli tot 13 augustus 1944).
Generalleutnant Wend von Wietersheim was slecht tijdelijk commandant.